# Nacho Garro
Ignacio Garro Gómez de Carrero, conocido deportivamente como Nacho Garro (Vitoria, Álava, España; 21 de abril de 1981) es un exfutbolista español que jugaba como centrocampista.

## Trayectoria
Nacho llegó a la cantera del Athletic Club en 1995 procedente del San Viator. En 1999 dio el salto al Bilbao Athletic desde el conjunto juvenil junto a Asier del Horno. Tras dos temporadas con relativa continuidad, fue cedido al Amurrio Club en 2001 y, posteriormente, en enero de 2003 tras un regreso fallido al filial bilbaíno.
En la temporada 2003-04 se incorporó al Burgos C. F., donde coincidiría con varios excompañeros como Aritz Aduriz. No fue hasta la segunda campaña cuando se ganó un sitio en el once inicial. Su buen hacer le llevó a fichar por el Real Murcia de la Segunda División. Un año más tarde firmaría como cedido por la  U. D. Las Palmas, donde jugó más de una treintena de encuentros. Entre 2007 y 2009 fue jugador del Deportivo Alavés. Después se marcharía a la Sociedad Deportiva Eibar, donde permanecería otras dos temporadas. Su último club fue el C. D. Mirandés, con el que alcanzaría las semifinales de la Copa del Rey siendo eliminados por el Athletic.

## Selección nacional
En 1997 fue internacional sub-16 con la selección española llegando a participar en la Eurocopa sub-16.

## Clubes
| Club             | País   | Año       |
| ---------------- | ------ | --------- |
| Bilbao Athletic  | España | 1999-2001 |
| Amurrio Club     | España | 2001-2002 |
| Bilbao Athletic  | España | 2002      |
| Amurrio Club     | España | 2003      |
| Burgos C. F.     | España | 2003-2005 |
| Real Murcia      | España | 2005-2006 |
| U. D. Las Palmas | España | 2006-2007 |
| Deportivo Alavés | España | 2007-2009 |
| S. D. Eibar      | España | 2009-2011 |
| C. D. Mirandés   | España | 2011-2012 |